# 村井之戀
《村井之戀》（日语：／ Murai no Koi）是島順太的作品。該漫畫從2018年6月18日開始於電子漫畫平台「LINEマンガ」的限定label「ジーンLINE」連載（隔週星期一更新）。「下一部漫畫大獎2019」獲得網絡漫畫部門第2位。
2022年3月1日宣佈電視劇化，2022年4月開始於TBS電視台播出。
2022年6月17日宣布動畫化，將於Disney+獨家上線。

## 故事大綱
男子高中生．村井是個在學校格格不入的怪人，他雖然擁有學年第一的優異成績，卻留著一頭黑色長直髮、總是獨來獨往，甚至還愛著被學生們稱作「鋼鐵假面的鐵子」的班主任．田中彩乃。然而，作為乙女遊戲重度愛好者的田中沒把他放在眼裡，明確的拒絕了村井並表示「黑長直男生完全不是我的菜」，但就在這場對談的隔天，村井便頂著截然不同的髮型回到學校，新造型的他甚至出奇的神似田中最愛的乙女遊戲角色．春夏秋冬，對此感到震驚的田中，以及仍然持續猛攻的村井，這段奇異的愛情故事究竟會有怎麼樣的結局？

## 登場人物
村井千里（聲：高梨謙吾）
17歲，就讀升學班的高二學生，自從田中開始擔任班主任後就對其展開相當坦蕩直白的追求。
在校成績相當優異，並且總是佔據榜首的位置，然而因為其個性並非特別張揚、蓄著長髮的外貌也有些格格不入，平時在學校的人緣並沒有特別好，只有摯友的桐山和平井會陪在他身邊。平時不多話且表情變化不多，然而一旦面對田中卻時常嶄露真心的笑容，甚至因為害羞的表情太過可愛而被平井等人以照相方式記錄。雖然平日裡總是會對田中展開積極的追求，但也時常因為自己的行為或兩人其後的互動感到羞恥。
在高二之前為了模仿某位貝斯手的音樂家而蓄著長直髮。高二的升學調查中因為在第一志願填寫了「與田中老師結婚」而被對方約談，在知道田中並不把黑長直男子視作戀愛對象的考量後，果斷選了相反的髮型並進行了一番改頭換面，而嶄新的金色短髮造型卻與田中喜歡的乙女遊戲角色春夏秋冬異常相像，意外中了田中的喜好。在知道田中對春夏秋冬的深刻喜愛後，村井依照春夏秋冬的形象進行了一些模仿，希望以此勾起田中的興趣。
實際上，村井和田中在許多年前就偶然在公園中結識，當時的村井被同級生欺凌而被田中出面相救，自此村井就一直憧憬勇敢直率的田中，並在高二重逢後展開熱烈追求。在最終拋棄了自己一直模仿的音樂家以及春夏秋冬的形象，以自身的面容與田中相會，田中也認出了村井就是許多年前認識的朋友，兩人也因此心意相通。在結局過後多年，村井成為了新進的高中老師並負責班主任的工作，同時也計畫要如何慶祝與妻子彩乃的結婚紀念日。
田中彩乃（聲：日笠陽子）
24歲，剛任職不到一年的新任教師，擔任高二升學班的班主任，也是重度的乙女遊戲宅，推角是春夏秋冬。
因為其死板的面容與狠心嚴格的作風而被學生們稱作「鋼鐵假面的鐵子」，然而本性單純且毫不掩飾，是個表裡如一的直率女性，而她每天迅速的工作與對談都只是為了能夠早點下班，好讓自己重回遊戲的懷抱。家庭機能有些失職，自小沒有父親，母親則沒有提供任何關愛，因此從很早以前就只能與哥哥相互依靠，兄妹二人感情相當緊密。過去有玩音樂，並且非常著迷某位貝斯手並擅自將其視作結婚對象。
自從就任升學班班主任後馬上就被班上的學生村井纏上，並在之後總是被對方持續以直球告白進攻，然而田中始終堅持著自身喜好的忠誠與身為老師的道德底線，總是毫不留情的拒絕田中。在與村井的出路調查中，田中為了呼攏村井趕快離開而說出了「黑長直男生完全不是我的菜」，卻導致田中在隔天改頭換面，外表還極度相似自己的真愛推角春夏秋冬，自此開始難以控制的無法忽略村井的存在。
實際上，田中和村井在許多年前就偶然在公園中結識，當時的田中在學校忍受了許多年的孤獨與寂寞，恰巧認識的孩子是她唯一的朋友，兩人會一起翻閱漫畫並享受簡單愉快的時光，然而隨著田中去大學進修，兩人也因此斷了聯繫。離開前田中將一直陪在自己身邊的貝斯送給村井，稀里糊塗的跟村井約定，若未來再次重逢且自己還能認得出對方，就願意與他結婚。在村井將頭髮染回黑色，並將貝斯歸還後田中才認出村井就是過去的那位朋友，也道出自己相當後悔沒有問過那位男孩的名字，此後兩人終於心意相通。多年後，已經與村井結婚。

## 出版書籍
- 島順太「村井の恋」KADOKAWA ジーンLINEコミックス、全七卷
  1. 2018年12月15日發售[書誌 1]、ISBN 978-4-04-065333-4
  2. 2019年5月15日發售[書誌 2]、ISBN 978-4-04-065700-4
  3. 2019年11月15日發售[書誌 3]、ISBN 978-4-04-064149-2
  4. 2020年8月12日發售[書誌 4]、ISBN 978-4-04-064621-3
  5. 2021年3月15日發售[書誌 5]、ISBN 978-4-04-680108-1
  6. 2021年10月15日發售[書誌 6]、ISBN 978-4-04-680630-7
  7. 2022年6月15日發售[書誌 7]、ISBN 978-4-04-681382-4
- 『村井の恋外伝 グレートツインバスターズ』KADOKAWA〈ジーンLINEコミックス〉、已出一巻（至2024年9月13日）
  1. 上巻、2024年9月13日發售[書誌 8]、ISBN 978-4-04-683951-0

## 電視劇
2022年4月6日（5日深夜）至5月25日（24日深夜），作為TBS電視台新設立的深夜電視劇時段「DRAMA STREAM」的第1彈作品播出。主演是高橋光

### 登場人物
- 田中彩乃 - 高橋光
- 村井 / 春夏秋冬 - 宮世琉彌[5]
  - 春夏秋冬的聲音 - 梶裕貴[7]
- 平井真理 - 曾田陵介[8]
- 桐山暁文 - 伊藤明日陽[8]
- 福永彌生 - 原菜乃華[9]
- 西藤仁美 - 莉子[8]
- 西藤悠加 - 鶴嶋乃愛[8]
- 武將1 - 芹澤興人（日语：芹澤興人）[8]
- 武將2 - 神谷圭介（テニスコート（日语：テニスコート (ユニット)））[8]
- 武將3 - 斉藤慎二（ジャングルポケット（日语：ジャングルポケット (お笑いトリオ)））[8]
- 辻先生 - 宮下雄也（日语：宮下雄也）[10]
- 教頭 - 小松利昌（日语：小松利昌）
- 田中真雄 - 森崎溫
- 山門由希 - 淺香航大[3]

### 工作人員
- 原作 - 島順太『村井の恋』（ジーンLINEコミックス／KADOKAWA刊）
- 編劇 - 喜安浩平
- 導演 - 井村太一（TBS SPARKLE）、松木彩（日语：松木彩）、山本大輔（日语：山本大輔）
- 片頭曲 - FINLANDS（日语：FINLANDS）「ピース」[8]
- 片尾曲 -リアクション ザ ブッタ（日语：リアクション ザ ブッタ）「虹を呼ぶ」[8]
- 製作人 - 松本桂子（TBS SPARKLE）、松下ひろみ（TBSスパークル）
- 串流製作人 - 高橋智大、近藤貴明
- 製作 - 「村井の恋」製作委員会

### 放送列表
| 集數 | 播放日期 | 副標題 | 導演     |
| ---- | -------- | ------ | -------- |
| #1   | 4月06日  |        | 井村太一 |
| #2   | 4月13日  |        | 井村太一 |
| #3   | 4月20日  |        | 松木彩   |
| #4   | 4月27日  |        | 松木彩   |
| #5   | 5月04日  |        | 山本大輔 |
| #6   | 5月11日  |        | 松木彩   |
| #7   | 5月18日  |        | 井村太一 |
| #8   | 5月25日  |        | 井村太一 |

## 電視動畫
改編電視動畫於2024年10月6日在在Disney+播出。

### 製作人員
- 原作：島順太
- 監督：山川吉樹
- 系列構成、劇本：山川進
- 音樂：川田瑠夏
- 音響監督：明田川仁
- 動畫製作：J.C.STAFF
- 製作：動畫「村井之戀」製作委員會

### 登場角色
- 村井 - 高梨謙吾[12]
- 田中彩乃 - 日笠陽子[12]
- 春夏秋冬 - 島崎信長[12]
- 桐山 - 天崎滉平[12]
- 平井 - 石谷春貴[12]
- 山門 - 松風雅也[12]
- 西藤悠加 - 後藤沙緒里
- 西藤仁美 - 佐佐木未来
- ナレーション - 大塚芳忠[12]

### 主題曲
片頭曲
演唱：莉犬(草莓王子)，作詞、作曲、編曲：Chinozo
片尾曲
演唱：超狂的T-shirt店，作詞、作曲：こやまたくや，編曲：超狂的T-shirt店

### 各話列表
| 話數   | 分鏡     | 演出              | 作畫監督                                | 首播日期       |
| ------ | -------- | ----------------- | --------------------------------------- | -------------- |
| 第1話  | 山川吉樹 | 北芳惠            | 河村明里、古木舞、 下江一正、前田百合子 | 2024年 10月6日 |
| 第2話  | 山川吉樹 | 北芳惠            | 河村明里、古木舞、 下江一正、前田百合子 | 10月13日       |
| 第3話  | 山川吉樹 | 北芳惠            | 河村明里、古木舞、 下江一正、前田百合子 | 10月20日       |
| 第4話  | 山川吉樹 | 北芳惠            | 河村明里、古木舞、 下江一正、前田百合子 | 10月27日       |
| 第5話  | 山川吉樹 | 北芳惠            | 河村明里、下江一正                      | 11月3日        |
| 第6話  | 山川吉樹 | 北芳惠            | 河村明里、下江一正                      | 11月10日       |
| 第7話  | 大畑清隆 | 北芳惠            | 下江一正、河村明里、 古木舞             | 11月17日       |
| 第8話  | 山川吉樹 | 北芳惠            | 下江一正、河村明里                      | 11月24日       |
| 第9話  | 山川吉樹 | 北芳惠            | 河村明里、 下江一正、前田百合子         | 12月1日        |
| 第10話 | 山川吉樹 | 北芳惠            | 河村明里、 下江一正、前田百合子         | 12月8日        |
| 第11话 | 山川吉樹 | 北芳惠            | 河村明里、 下江一正、前田百合子         | 12月15日       |
| 第12話 | 山川吉樹 | 山川吉秀、 北芳惠 | 河村明里、 下江一正、前田百合子         | 12月22日       |